# The Sick, the Dying… and the Dead!
The Sick, the Dying… and the Dead! (с англ. — «Больной, умирающий… и мёртвый!») — шестнадцатый студийный альбом американской трэш-метал группы Megadeth, выпущенный 2 сентября 2022 года на лейбле Universal Music Group. Это первый альбом группы с участием барабанщика Дирка Вербурена, присоединившегося к Megadeth в 2016 году. Несмотря на то, что басист Дэвид Эллефсон записал свои партии в мае 2020 года, из-за последующего секс-скандала он был уволен из группы, а его партии перезаписаны Стивом ДиДжорджио; таким образом, это первый за десять лет альбом группы, выпущенный без Эллефсона.

## Создание

### Предыстория
Предыдущий альбом Dystopia вышел в январе 2016 года и имел большой успех, впоследствии принеся группе первую за их карьеру статуэтку «Грэмми» за лучшее метал-исполнение. Вскоре после выхода Dystopia, в феврале 2016 года для поддержки релиза Megadeth отправились в тур по США с Suicidal Tendencies, Children of Bodom и Havok. Тогдашний барабанщик Megadeth Крис Адлер продолжал играть со своей основной группой — Lamb of God, и из-за конфликтов в расписании гастролей он не мог принять участия во всех концертах в поддержку Dystopia. 20 мая группа сообщила, что барабанщик Soilwork Дирк Вербурен, выбранный по совету Адлера, будет временно заменять того на оставшихся концертах до возвращения Адлера 28 июня. Однако 3 июля Дэйв Мастейн заявил, что Адлер уже «не имеет никакого отношения к группе» и не присоединится к Megadeth, а 14 июля Вербурен был официально объявлен постоянным барабанщиком группы.
В середине 2017 года Мастейн поделился планами группы начать работу над новым альбомом в ноябре-декабре того же года. Megadeth начали писать новый материал в середине 2018 года, а сам альбом планировали выпустить ориентировочно в 2019 году. В ноябре 2018 года Мастейн подтвердил ведение работы над альбомом, опубликовав в Twitter короткий видеоролик, на котором Вербурен исполняет барабанную партию одной из новых песен. В мае 2019 года группа начала препродакшн фазу альбома — отрабатывание написанных песен, запись рабочих демоверсий и работа над ними вместе с сопродюсером пластинки Крисом Рейкстроу, до этого также выступившим сопродюсером Dystopia. Однако вскоре было сообщено о том, что у фронтмена диагностировали рак горла, и группа в срочном порядке отменила предстоящие концерты и приостановила работу над альбомом до выздоровления Мастейна. В сентябре вокалист закончил лечение и к началу 2020 года вновь начал давать выступления.

### Запись
Группа планировала начать запись альбома в конце марта 2020 года, однако из-за пандемии COVID-19 её пришлось отложить на несколько недель. Свою роль в этом также сыграло отсутствие второго гитариста Кико Лорейро, который незадолго до начала пандемии уехал к родственникам в Финляндию и позже не смог вернуться в США из-за закрытия международных границ. В итоге запись началась в мае в студии Blackbird в Нашвилле — к концу месяца Дирк Вербурен и Дэвид Эллефсон записали партии ударных и бас-гитары, соответственно. После этого, вплоть до августа, Дэйв Мастейн начал работать над ритм-партиями гитары. В сентябре стартовала запись гитарных соло, Кико Лорейро работал над своими соло-партиями удалённо из Финляндии, присылая записанные фрагменты в Нашвилл. В декабре Мастейн начал записывать ведущий вокал. 9 января 2021 года фронтмен раскрыл предполагаемое название нового альбома: The Sick, the Dying… and the Dead!, которое официально подтвердил летом того же года. К апрелю были записаны все основные партии, включая вокал.
В начале мая разгорелся секс-скандал с участием Дэвида Эллефсона. В Instagram и Twitter были опубликованы видеоролики, в который Эллефсон занимался виртуальным сексом по видеочату с неизвестной девушкой, одновременно с этим в социальных сетях в сторону музыканта посыпались обвинения в педофилии из-за её юной внешности; на тот момент Эллефсон находился в браке 26 лет. Хотя вскоре басист и участвовавшая в видео девушка опровергли обвинения в педофилии, 24 мая Мастейн объявил, что Эллефсон, участвовавший в группе с самого её основания и проигравший в ней 30 лет, больше не является участником Megadeth и был выгнан из коллектива, впоследствии сообщив, что музыкант больше никогда не вернётся в состав группы. Месяц спустя фронтмен сообщил в интервью, что басовые партии Эллефсона, записанные ещё в мае 2020 года, не будут присутствовать на новом альбоме и будут перезаписаны другим басистом, несмотря на то, что Эллефсон просил оставить его партии. К июлю 2021 все партии бас-гитары были перезаписаны на то время ещё не названным музыкантом. В конце марта 2022 года стало известно, что для перезаписи партий был приглашён Стив ДиДжорджио, известный своим участием в Sadus, Death, Testament и многих других группах. Слухи о том, что именно ДиДжорджио стал басистом на новой пластинке Megadeth, ходили ещё с июля 2021 года.
К августу 2021 года Megadeth официально завершили запись альбома, и стартовало сведение записанных партий. 5 декабря был завершён мастеринг The Sick, the Dying… and the Dead!. Месяцем ранее Мастейн объявил, что альбом ориентировочно выйдет весной 2022 года, однако в конце января 2022 сообщил, что выход пластинки перенесён на лето того же года в связи с возникшими проблемами печати и дистрибуции альбома на виниле. В мартовском интервью сайту Loudwire он назвал 8 июля датой выхода альбома. 11 июня 2022 года, во время выступления на Download Festival, Мастейн объявил, что выход альбома снова переносится, на этот раз на сентябрь.

## Выпуск
Альбом The Sick, The Dying ... And The Dead вышел 2 сентября 2022 года и дебютировал в Billboard 200 (США) под номером 3, в Австралии под номером 2, в Канаде под номером 11

## Тематика альбома
Дэйв Мастейн говорил, что написание песен было вдохновлено различными эпидемиями, которые сопровождали человечество на протяжении всей его истории. Заглавный трек содержит упоминания о Чёрной смерти — пандемии чумы, унесшей более трети населения Европы 1300-х годов, а также о Великой эпидемии чумы в Лондоне, за время которой погибло 20 % населения Лондона. По словам вокалиста, песня является «историческим путешествием», рассказывающем о зарождении и распространении чумы, «начиная с крыс на кораблях и заканчивая высадкой в Сицилии». Песня «The Dogs of Chernobyl» посвящена домашним животным, которых оставили в чернобыльской зоне отчуждения после эвакуации Припяти.

## Список композиций
| №                   | Название                            | Длительность |
| ------------------- | ----------------------------------- | ------------ |
| 1.                  | «The Sick, The Dying… And The Dead» | 5:04         |
| 2.                  | «Life In Hell»                      | 4:12         |
| 3.                  | «Night Stalker (с участием Ice-T)»  | 6:38         |
| 4.                  | «Dogs Of Chernobyl»                 | 6:14         |
| 5.                  | «Sacrifice»                         | 4:08         |
| 6.                  | «Junkie»                            | 3:39         |
| 7.                  | «Psychopathy»                       | 1:20         |
| 8.                  | «Killing Time»                      | 5:13         |
| 9.                  | «Soldier On!»                       | 4:54         |
| 10.                 | «Celebutante»                       | 3:51         |
| 11.                 | «Mission To Mars»                   | 5:24         |
| 12.                 | «We'll Be Back»                     | 4:29         |
| Общая длительность: | Общая длительность:                 | 55:06        |

| №                   | Название                                                                                 | Длительность |
| ------------------- | ---------------------------------------------------------------------------------------- | ------------ |
| 13.                 | «Police Truck» (кавер на Dead Kennedys)                                                  | 2:29         |
| 14.                 | «This Planet's on Fire (Burn in Hell)» (кавер на Сэмми Хагара при участии самого Хагара) | 5:04         |
| Общая длительность: | Общая длительность:                                                                      | 62:39        |

## Рецензии
Альбом получил преимущественно положительные отзывы критиков, согласно классификации сайта-агрегатора рецензий Metacritic — средневзвешенная оценка составила 79 из 100.

## Участники записи
Megadeth
- Дэйв Мастейн — вокал, гитара, продюсирование
- Кико Лорейро — гитара, флейта в песне «Night Stalker»
- Дирк Вербурен — ударные

Приглашённые музыканты
- Стив ДиДжорджио — бас-гитара
- Ice-T — приглашённый вокал в песне «Night Stalker»
- Сэмми Хагар — приглашённый вокал в песне «This Planet’s On Fire»

Производственный персонал
- Крис Рейкстроу — продюсирование, звукоинжиниринг
- Джош Уилбур — сведение
- Тед Дженсен — мастеринг

## Чарты
| Чарт (2022)                                          | Наивысшая позиция |
| ---------------------------------------------------- | ----------------- |
| Австралия (ARIA)                                     | 2                 |
| Австрия (Ö3 Austria)                                 | 8                 |
| Бельгия/Валлония (Ultratop)                          | 4                 |
| Бельгия/Фландрия (Ultratop)                          | 7                 |
| Великобритания (UK Albums Chart)                     | 3                 |
| Великобритания (UK Rock & Metal Albums Chart)        | 1                 |
| Венгрия (MAHASZ)                                     | 8                 |
| Германия (Offizielle Top 100)                        | 6                 |
| Дания (Hitlisten)                                    | 3                 |
| Ирландия (Irish Albums Chart)                        | 25                |
| Испания (PROMUSICAE)                                 | 8                 |
| Италия (FIMI)                                        | 15                |
| Канада (Canadian Albums Chart)                       | 11                |
| Нидерланды (Album Top 100)                           | 7                 |
| Новая Зеландия (RMNZ)                                | 24                |
| Норвегия (VG-lista)                                  | 9                 |
| Польша (ZPAV)                                        | 2                 |
| США (Billboard 200)                                  | 3                 |
| США (Billboard Top Alternative Albums)               | 1                 |
| США (Billboard Top Hard Rock Albums)                 | 1                 |
| США (Billboard Top Rock Albums)                      | 1                 |
| США (Billboard Top Tastemaker Albums)                | 1                 |
| Финляндия (Suomen virallinen lista)                  | 1                 |
| Франция (SNEP)                                       | 12                |
| Чехия (ČNS IFPI)                                     | 46                |
| Швейцария (Schweizer Hitparade)                      | 2                 |
| Швеция (Sverigetopplistan)                           | 9                 |
| Швеция (Swedish Hard Rock Albums, Sverigetopplistan) | 1                 |
| Шотландия (Scottish Albums Chart)                    | 2                 |
| Япония (Japanese Digital Albums, Oricon)             | 14                |
| Япония (Japanese Hot Albums, Billboard Japan)        | 13                |
| Япония (Oricon)                                      | 10                |